# Thomas E. Wainwright
Thomas Everett Wainwright (* 22. September 1927 in Seattle; † 27. November 2007 in Walnut Creek) war ein US-amerikanischer Physiker.

## Leben
Wainwright erwarb 1950 seinen Bachelor-Abschluss am Montana State College und wurde 1954 an der University of Notre Dame in Physik promoviert.  Dort war er 1953/54 Instructor in Physik. Ab 1954 war er Physiker am Lawrence Livermore National Laboratory.
Er ist bekannt als Pionier der Molekulardynamik-Simulation mit Bernie Alder Ende der 1950er Jahre.
Er war Fellow der American Physical Society. 1973 erhielt er den Ernest-Orlando-Lawrence-Preis.

## Publikationen
- Electronic energy bands in crystals, Notre Dame, Ind., 1954 (Dissertation)
- mit Alder: Phase transition for a hard sphere system, J. Chem. Phys., Bd. 27, 1957, S. 1208–1209.
- mit Alder: Molecular dynamics computations for the hard sphere system, Il Nuovo Cimento, Band 9, 1958, Suppl. 1,  S. 116–132
- mit Alder: Molecular motions, San Francisco: W.H. Freeman, 1959.
- mit Alder: Phase transition in elastic disks, Physical Review, Band 127, 1962, S. 359
- mit Alder: Decay of the velocity autocorrelation function, Physical Review A, Band 1, 1970, S. 18